# 웨일스계 오스트레일리아인

웨일스계 오스트레일리아인(웨일스어: Awstraliaid Cymreig)은 웨일스에 기원을 둔 조상을 가진 오스트레일리아의 공민이다.

## 인구통계

2011년 인구조사 기준, 통계 지역별로 분류된 오스트레일리아 인구 대비 웨일스 혈통을 가진 사람들의 비율

2006년 오스트레일리아 인구 조사에 따르면 25,317명의 오스트레일리아 거주민이 웨일스에서 태어났으며, 113,242명(0.44%)은 단독으로 또는 다른 혈통과 함께 웨일스 혈통을 주장했다.
존스라는 성은 웨일스에서 흔하지만, 이 성이 중세 시대에 잉글랜드에서 처음 유래했음에도 불구하고 오스트레일리아에서 가장 흔한 성 중 하나이며, 오스트레일리아 인구의 1% 이상을 차지하여 자가 식별보다 더 높은 웨일스 혈통 비율을 시사한다.
1996년 연구에 따르면 웨일스계 오스트레일리아인의 총 민족적 수는 243,400명이다. 이 중 혼혈이 아닌 순수 혈통은 44,100명이고 혼혈은 683,700명이다. 이는 웨일스인이 잉글랜드인, 아일랜드인, 스코틀랜드인 및 콘월인 다음으로 오스트레일리아에서 다섯 번째로 큰 앵글로-켈트족 집단임을 의미한다.

## 오스트레일리아로의 웨일스 이민
캡틴 제임스 쿡은 오스트레일리아 동부 해안이 사우스 웨일스 (특히 그가 알고 있던 베일오브글러모건 해안)를 떠올리게 했다고 믿어, 그곳에 "뉴사우스웨일스"라는 이름을 붙였다. 오스트레일리아 최초의 유럽 식민지는 1788년 제1함대와 함께 시작된 뉴사우스웨일스주에 있었다. 웨일스인들은 이 초기 정착민들 중 일부였으며, 많은 범죄 행위에 대해 시행된 유배 정책을 통해 계속해서 새로운 식민지로 이주해 왔다.
웨일스에서 오스트레일리아로의 대규모 이민은 19세기에 뉴사우스웨일스주와 빅토리아주가 인기 있는 목적지가 되면서 시작되었다. 19세기 웨일스 정착민들은 대부분 농부였으며, 이후 금광꾼과 광부들이 뒤를 이었다.
골드 러시는 1850년대 초 오스트레일리아에서 시작되었고, 1854년 유레카 봉기는 민족주의적 정서의 초기 표현이었다. 그 지도자 중에는 웨일스 태생의 차티스트 존 배슨 험프리가 있었는데, 그는 이 시기에 웨일스에서 이주해 온 중요한 이민자 집단 중 한 명이었다.

## 유명한 웨일스계 오스트레일리아인 명단
| 이름                                                          | 출생-사망 | 유명한 이유 | 오스트레일리아와의 연결                                      | 웨일스와의 연결                                                       |
| ------------------------------------------------------------- | --------- | --- | ------------------------------------------------------------ | --------------------------------------------------------------------- |
| 토니 애벗                                                     | 1957–     | 전 총리 | 세 살 때부터 오스트레일리아에서 거주                         | 잉글랜드 출생, 외할머니는 웨일스인                                    |
| 제임스 앳킨, 애버도비의 애트킨 남작 (Lord Atkin으로도 알려짐) | 1867–1944 | 변호사이자 판사 | 오스트레일리아 출생                                          | 4세부터 웨일스에서 성장; 항상 자신을 웨일스인으로 여김                |
| 존 비어드                                                     | 1943–     | 예술가 | 오스트레일리아 거주                                          | 웨일스 출생                                                           |
| 에지워스 데이비드                                             | 1858–1934 | 지질학자이자 탐험가 (헌터 밸리 탄광 발견)                                                                            | 대부분의 삶을 오스트레일리아에서 보냄                        | 웨일스 출생                                                           |
| 스텔라 도널리                                                 | 1992–     | 음악가 | 열 살 때 오스트레일리아로 이주                               | 웨일스 출생                                                           |
| 휴 에드워즈                                                   | 1914–1982 | RAF의 고위 장교, 전 서부 오스트레일리아 주지사, 빅토리아 훈장 수상자, 제2차 세계 대전에서 가장 많은 훈장을 받은 군인 | 오스트레일리아 출생                                          | 웨일스인 부모                                                         |
| 타이슨 프리젤                                                 | 1991–     | 럭비 리그 선수 | 오스트레일리아 출생                                          | 웨일스인 아버지                                                       |
| 줄리아 길라드                                                 | 1961–     | 전 총리 | 다섯 살 때 오스트레일리아로 이주                             | 웨일스 출생                                                           |
| 새뮤얼 그리피스                                               | 1845–1920 | 전 퀸즐랜드 총리, 고등법원 대법원장; 오스트레일리아 헌법의 주요 저자                                                 | 1853년 오스트레일리아로 이주                                 | 웨일스 출생                                                           |
| 롤프 해리스                                                   | 1930–2023 | 예술가, 연예인, 유죄 판결을 받은 아동 성범죄자                                                                       | 오스트레일리아 출생, 1953년부터 영국 거주                    | 웨일스인 부모                                                         |
| 빌리 휴스                                                     | 1862–1952 | 전 총리 | 1884년 오스트레일리아로 이주                                 | 웨일스인 부모                                                         |
| 진 젠킨스                                                     | 1938–     | 전 상원의원 | 1969년 오스트레일리아로 이주                                 | 웨일스인 부모 및 양육                                                 |
| 조셉 젠킨스                                                   | 1818–1898 | 일기 작가, 시인, 떠돌이                                                                                              | 1869-1894년 오스트레일리아 거주                              | 웨일스 출생                                                           |
| 앤드루 존스                                                   | 1974–     | 럭비 리그 선수 | 오스트레일리아 출생, 뉴사우스웨일스 및 오스트레일리아 대표   | 웨일스인 할아버지                                                     |
| 데이비드 존스 (상인)                                          | 1793–1873 | 소매업자이자 사업가                                                                                                  | 오스트레일리아에서 사업 시작                                 | 웨일스 출생                                                           |
| 게틴 존스                                                     | 1995–     | 프로 축구 선수 | 오스트레일리아 출생: 2024년부터 사커루스 멤버                | 웨일스에서의 가족 및 양육; 웨일스 U-17, U-19 및 U-21 팀에서 뛰었음    |
| T. 해리 존스                                                  | 1921–1965 | 시인이자 강사 | 오스트레일리아로 이주                                        | 웨일스 출생                                                           |
| 존 매카시                                                     | 1967–     | 오스트레일리아식 축구 선수                                                                                           | 오스트레일리아로 이주                                        | 웨일스 출생                                                           |
| 대니 미노그                                                   | 1971–     | 가수이자 연예인 | 오스트레일리아 출생                                          | 어머니는 웨일스 출생                                                  |
| 카일리 미노그                                                 | 1968–     | 가수이자 배우 | 오스트레일리아 출생                                          | 어머니는 웨일스 출생                                                  |
| 앨프 모건스                                                   | 1850–1933 | 전 서부 오스트레일리아 총리                                                                                          | 1896년 오스트레일리아로 이주                                 | 웨일스 출생                                                           |
| 토마스 프라이스 (남오스트레일리아 정치인)                     | 1852–1909 | 전 남오스트레일리아 총리                                                                                             | 1883년 오스트레일리아로 이주                                 | 웨일스 출생                                                           |
| 나오미 왓츠                                                   | 1968–     | 배우 | 15세에 오스트레일리아로 이주                                 | 7세에서 14세 사이에 웨일스에서 거주; 어머니의 부모는 웨일스인         |
| 네이선 워커                                                   | 1994–     | 내셔널 하키 리그 최초의 오스트레일리아 프로 아이스하키 선수                                                          | 3세에 오스트레일리아로 이주                                  | 웨일스 출생                                                           |
| 리스 윌리엄스                                                 | 1988–     | 프로 축구 선수 | 오스트레일리아에서 출생 및 성장; 2009년–2010년 사커루스 멤버 | 아버지 쪽 외할머니와 외할아버지가 웨일스인; 웨일스 U-21 팀에서 뛰었음 |

## 같이 보기
- Welsh New Zealanders

## 더 읽어보기
- Lloyd, Lewis. (1988) Australians from Wales Caernarfon: Gwynedd Archives. ISBN 0-901337-47-1